# Caltech-Submillimeter-Observatorium

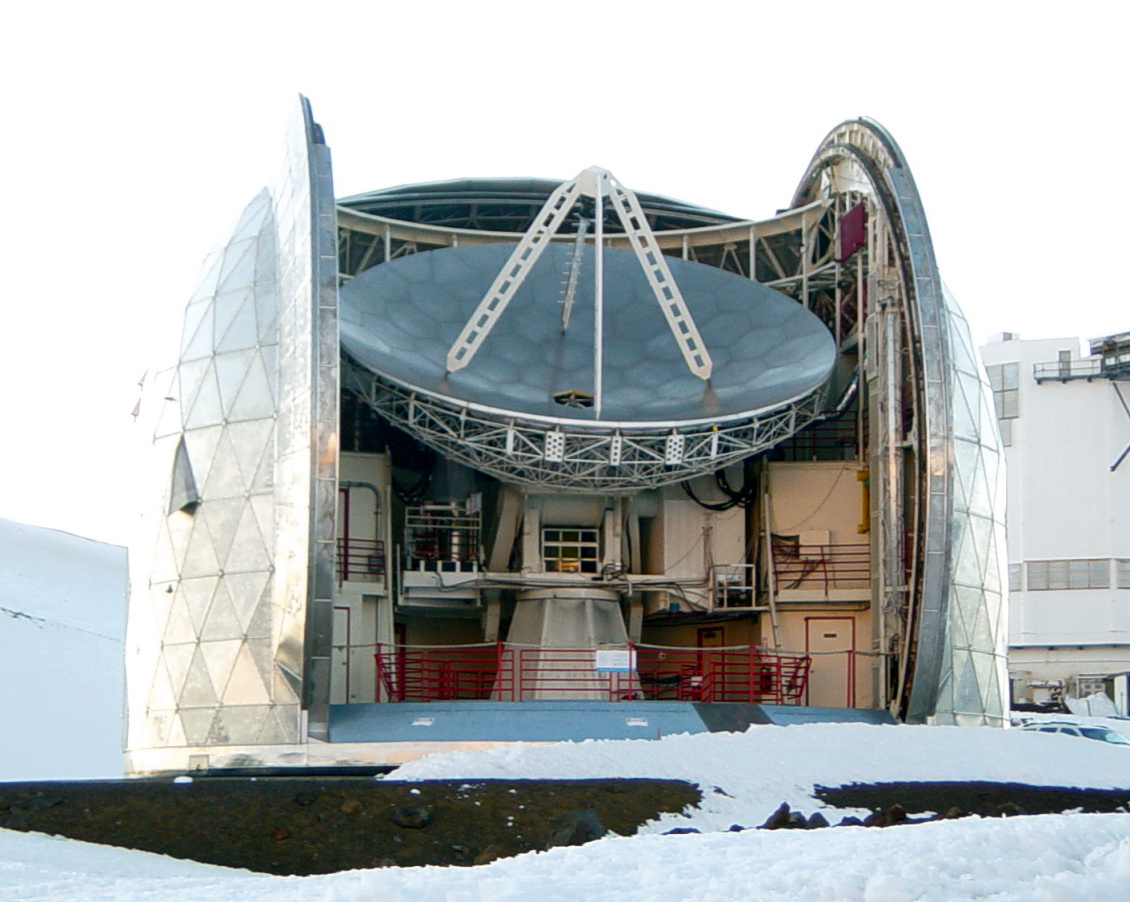
Caltech-Submillimeter-Observatorium

Das Caltech-Submillimeter-Observatorium (abgekürzt CSO) ist ein Radioteleskop für Wellenlängen im Submillimeterbereich. Der Primärspiegel hat einen Durchmesser von 10,4 m. Das Teleskop befindet sich in der Nähe des 15 m James Clerk Maxwell submillimeter telescope (JCMT) und gehört zum Mauna-Kea-Observatorium.
CSO und JCMT wurden in den 1990ern versuchsweise zum ersten Submillimeter-Interferometer verbunden. Der Erfolg dieses Experimentes legte den Grundstein zur Entwicklung weiterer solcher Interferometer, insbesondere des Submillimeter Array und des Atacama Large Millimeter Array.